# Doropygus pulex
Doropygus pulex är en kräftdjursart som beskrevs av Tord Tamerlan Teodor Thorell 1859. Doropygus pulex ingår i släktet Doropygus och familjen Notodelphyidae. Arten är reproducerande i Sverige. Inga underarter finns listade i Catalogue of Life.